# Phytoseius
Phytoseius är ett släkte av spindeldjur. Phytoseius ingår i familjen Phytoseiidae.

## Dottertaxa tillPhytoseius, i alfabetisk ordning[1]
- Phytoseius abruptus
- Phytoseius acaciae
- Phytoseius adornatus
- Phytoseius aleuritius
- Phytoseius amba
- Phytoseius antigamenti
- Phytoseius averrhoae
- Phytoseius bakeri
- Phytoseius balcanicus
- Phytoseius bambusae
- Phytoseius bandipurensis
- Phytoseius bennetti
- Phytoseius betsiboka
- Phytoseius betulae
- Phytoseius bimeros
- Phytoseius blakistoni
- Phytoseius borealis
- Phytoseius brevicrinis
- Phytoseius brigalow
- Phytoseius bulgariensis
- Phytoseius bunya
- Phytoseius californicus
- Phytoseius calopogonium
- Phytoseius camelot
- Phytoseius campestris
- Phytoseius canadensis
- Phytoseius capitatus
- Phytoseius carpineus
- Phytoseius chanti
- Phytoseius chinensis
- Phytoseius ciliatus
- Phytoseius cismontanus
- Phytoseius coheni
- Phytoseius comodera
- Phytoseius corniger
- Phytoseius corylus
- Phytoseius cotini
- Phytoseius crenatus
- Phytoseius crinitus
- Phytoseius curoatus
- Phytoseius curtisetus
- Phytoseius curvatus
- Phytoseius dandongensis
- Phytoseius danutae
- Phytoseius darwin
- Phytoseius decoratus
- Phytoseius deima
- Phytoseius deleoni
- Phytoseius delicatus
- Phytoseius devildevil
- Phytoseius diutius
- Phytoseius domesticus
- Phytoseius douglasensis
- Phytoseius duplus
- Phytoseius echinus
- Phytoseius ferax
- Phytoseius ferox
- Phytoseius flagrum
- Phytoseius floridanus
- Phytoseius fotheringhamiae
- Phytoseius fujianensis
- Phytoseius glareosus
- Phytoseius gleba
- Phytoseius glyptos
- Phytoseius guianensis
- Phytoseius haroldi
- Phytoseius hawaiiensis
- Phytoseius hera
- Phytoseius hongkongensis
- Phytoseius hornus
- Phytoseius horridus
- Phytoseius huaxiensis
- Phytoseius huqiuensis
- Phytoseius hydrophyllis
- Phytoseius ikeharai
- Phytoseius improcerus
- Phytoseius incisus
- Phytoseius indicus
- Phytoseius intermedius
- Phytoseius jatoba
- Phytoseius jujuba
- Phytoseius jurute
- Phytoseius juvenis
- Phytoseius kaapre
- Phytoseius kallion
- Phytoseius kapuri
- Phytoseius kassasini
- Phytoseius kazusanus
- Phytoseius kishii
- Phytoseius kisumuensis
- Phytoseius koreanus
- Phytoseius latinus
- Phytoseius leaki
- Phytoseius litchfieldensis
- Phytoseius livschitzi
- Phytoseius longchuanensis
- Phytoseius longus
- Phytoseius lyma
- Phytoseius macropilis
- Phytoseius macrosetosus
- Phytoseius malaysianus
- Phytoseius maldahaensis
- Phytoseius maltshenkovae
- Phytoseius mancus
- Phytoseius mansehraensis
- Phytoseius mantecanus
- Phytoseius mantoni
- Phytoseius marumbus
- Phytoseius mayottae
- Phytoseius mexicanus
- Phytoseius meyerae
- Phytoseius mindanensis
- Phytoseius minutus
- Phytoseius mixtus
- Phytoseius moderatus
- Phytoseius montanus
- Phytoseius mumai
- Phytoseius nahuatlensis
- Phytoseius namdaphaensis
- Phytoseius neoamba
- Phytoseius neocorniger
- Phytoseius neoferox
- Phytoseius neohongkongensis
- Phytoseius neomontanus
- Phytoseius nipponicus
- Phytoseius nudus
- Phytoseius olbios
- Phytoseius onilahy
- Phytoseius oreillyi
- Phytoseius orizaba
- Phytoseius ortegae
- Phytoseius paludis
- Phytoseius paluma
- Phytoseius panormita
- Phytoseius perforatus
- Phytoseius pernambucanus
- Phytoseius pesidiumii
- Phytoseius petentis
- Phytoseius phenax
- Phytoseius plumifer
- Phytoseius poripherus
- Phytoseius punicae
- Phytoseius punjabensis
- Phytoseius purseglovei
- Phytoseius qianshanensis
- Phytoseius quercicola
- Phytoseius rachelae
- Phytoseius rasilis
- Phytoseius rex
- Phytoseius rhabdifer
- Phytoseius ribagai
- Phytoseius rimandoi
- Phytoseius roseus
- Phytoseius rubiginosae
- Phytoseius rubii
- Phytoseius rubiphilus
- Phytoseius rugatus
- Phytoseius rugosus
- Phytoseius ruidus
- Phytoseius salicis
- Phytoseius scabiosus
- Phytoseius scrobis
- Phytoseius seggilis
- Phytoseius seungtaii
- Phytoseius severus
- Phytoseius shuteri
- Phytoseius solanus
- Phytoseius songshanensis
- Phytoseius sonunensis
- Phytoseius spathulatus
- Phytoseius stephaniae
- Phytoseius strobilanthae
- Phytoseius subtilis
- Phytoseius swirskii
- Phytoseius taiyushani
- Phytoseius tenuiformis
- Phytoseius terebra
- Phytoseius tropicalis
- Phytoseius turiacus
- Phytoseius vaginatus
- Phytoseius wainsteini
- Phytoseius wangii
- Phytoseius venator
- Phytoseius viaticus
- Phytoseius woodburyi
- Phytoseius woolwichensis
- Phytoseius yuhangensis
- Phytoseius yunnanensis